# Reverendo Benjamin Franklin Morris
O reverendo americano Benjamin Franklin Morris (1810-1867) era um historiador , filho de Thomas Morris, que foi um pioneiro oponente da escravidão e senador dos Estados Unidos em Ohio.  
Ministro da Igreja Congregacional, Morris pastoreava igrejas em Indiana e Ohio, aposentando-se do ministério quando sua saúde começou a falhar.  
Mudando-se para Washington, DC com sua família, onde um de seus filhos se tornou o bibliotecário assistente da Biblioteca do Congresso, Morris trabalhou como balconista em um dos departamentos do Governo Federal e ajudou ativamente o estabelecimento da Igreja Congregacional na cidade.  
Durante esse período, Morris assumiu a tarefa de compilar fatos para produzir sua magnum opus, Christian Life and Character of the Civil Institutions of the United States (A vida cristã e o caráter das instituições civis dos Estados Unidos).  Por mais de uma década, ele trabalhou nesse projeto, preocupado com a perda da herança cristã no governo civil e com a ameaça de descristianização que ele viu no governo civil, na lei e na vida pública dos Estados Unidos da América, ainda em 1864.

## Apresentação
Em 16 de abril de 1863, em Washington, o Reverendo Byron Sunderland escreveu a introdução do mais conhecido livro de Morris. Apresentando este ao público, testemunhou sobre o autor: "Um clérigo protestante, por muitos anos um pastor e pregador bem-sucedido do evangelho no grande Vale do Oeste, e durante o último ano um pastor em Washington, tendo se misturado amplamente com todas as classes do povo e familiarizando-se extensivamente com muitas das principais mentes e homens mais proeminentes e distintos da nação, vivos e mortos, e sendo particularmente qualificado também por extensas viagens e observações em todo o país, e aparentemente movido por uma natural aptidão para esse trabalho e um desejo sincero de servir à causa do cristianismo e da liberdade civil.".

## Repercussão da obra
O livro Christian Life and Character of the Civil Institutions of the United States está entre as referências bibliográficas de George Armstrong Kelly na obra Politics & Religious Consciousness in America (Nova Iorque, 2017). O mesmo acontece em America, a Christian Nation?, de Stephen McDowell. John D. Wilsey afirma em One Nation Under God? que B. F. Morris revestiu seu principal livro, página após página, com informação original defendendo que os Estados Unidos foram fundados como uma nação cristã. "A evidência é irrespondível e irrefutável", escreveu.
1. ↑  «The Christian Life and Character of the Civil Institutions of the United States». www.amazon.com. 1 de janeiro de 2007. Consultado em 18 de fevereiro de 2020
2. ↑  MORRIS, Benjamin F. (1864). The Christian Life and Character of the Civil Institutions of the United States. Philadelphia: GW Childs. pp. 11–24
3. ↑  Kelly, George Armstrong (2017). Politics and Religious Consciousness in America. Nova Iorque: Routledge. 37 páginas
4. ↑  McDowell, Stephen (2009). America, a Christian Nation? Examining the Evidence of the Christian Foundation of America. Charlottesville: Providence Foundation
5. ↑  Wilsey, John D. (2011). One Nation Under God?: An Evangelical Critique of Christian America. [S.l.]: Wipf and Stock Publishers. 87 páginas